# 南弗龍
南弗龍（挪威語：Sør-Fron）是挪威的一個市镇，位於内陆郡，行政中心为洪奧爾普村。市镇面积为745平方公里，人口数量为3,292人（2004年），人口密度为每平方公里5人。